# Karin Schaub

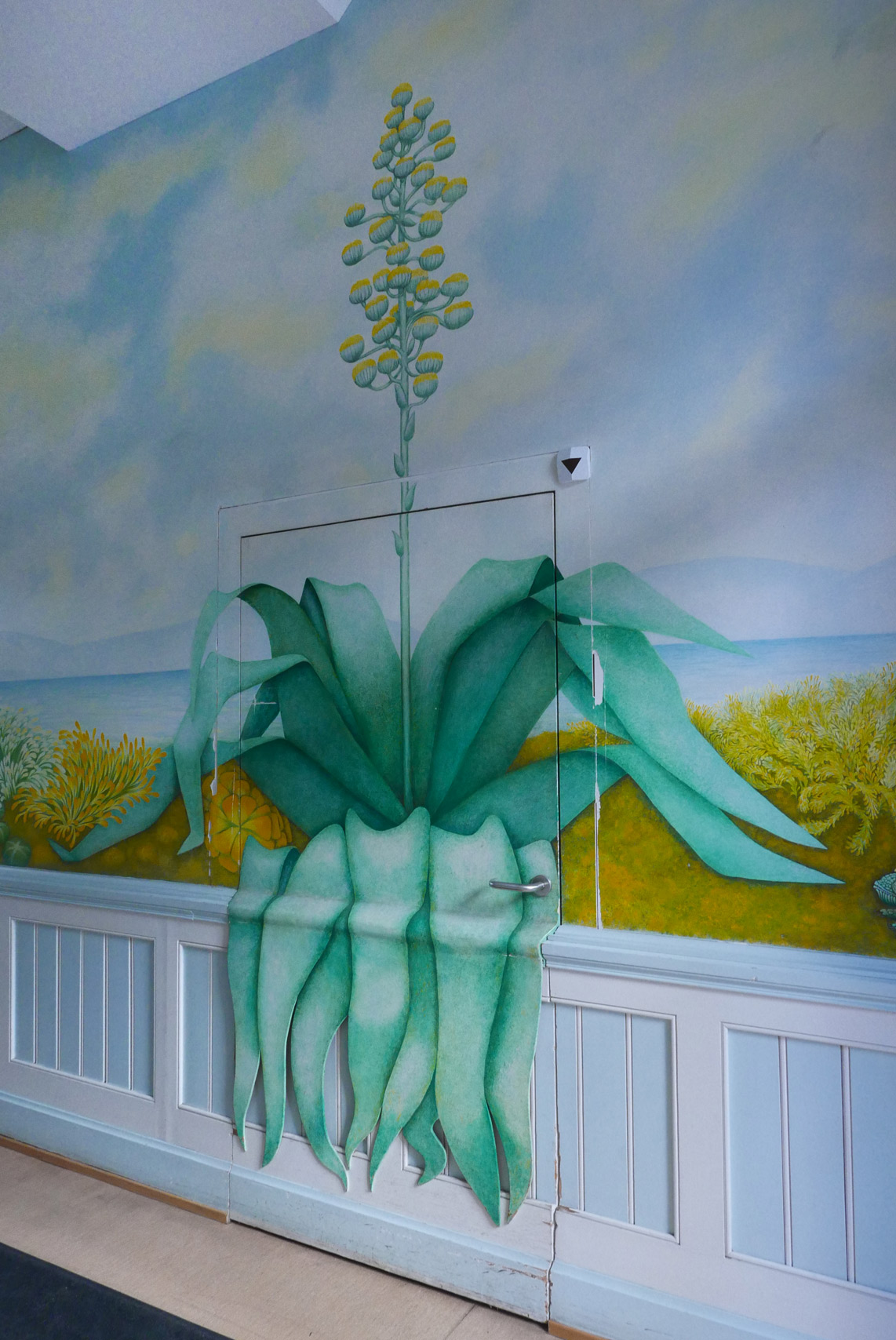
Karin Schaub, Landschaften, 1985, Wandbild, Pflanzenphysiologisches Institut – rechte Seite

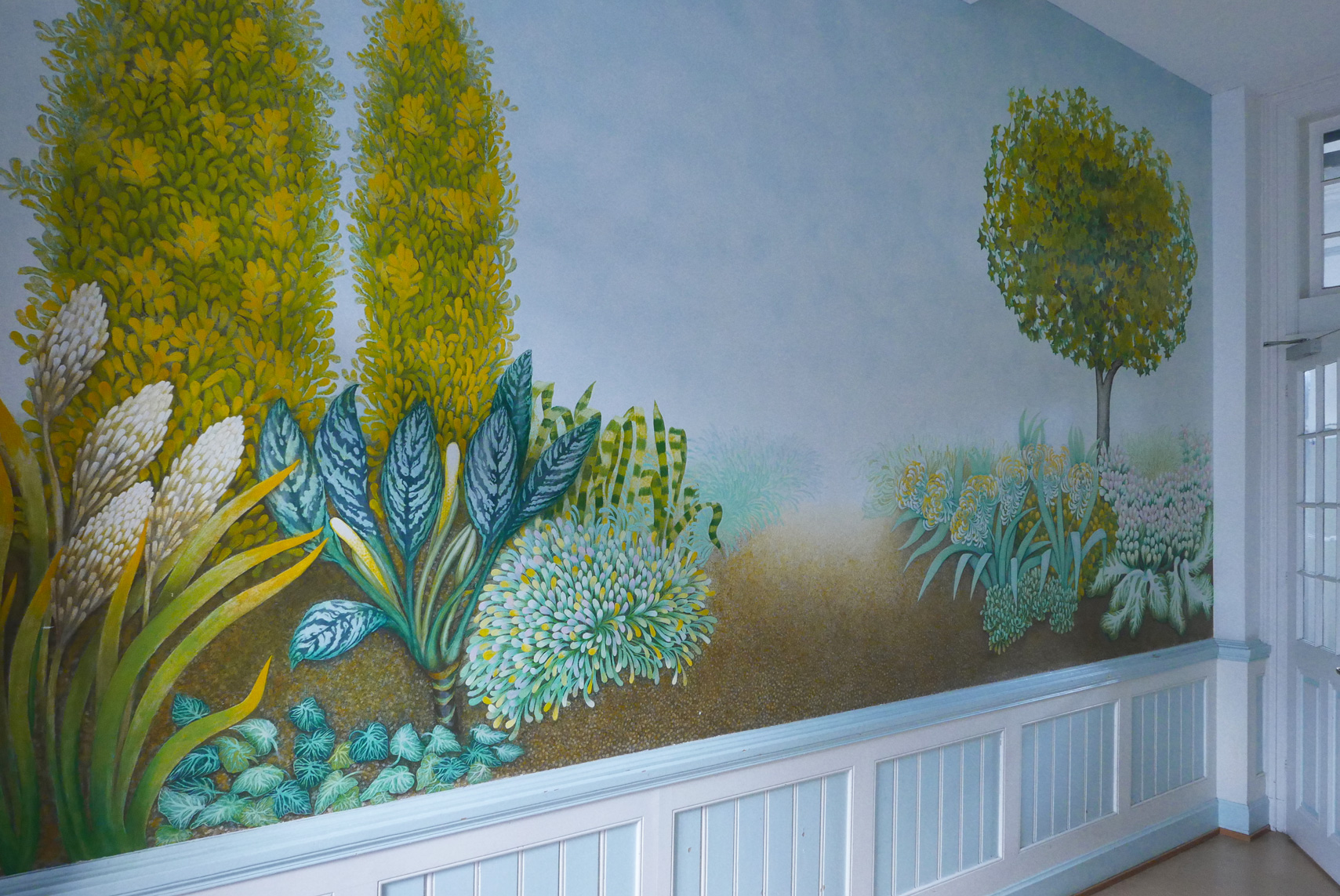
Karin Schaub, Landschaften, 1985, Wandbild, Pflanzenphysiologisches Institut – linke Seite

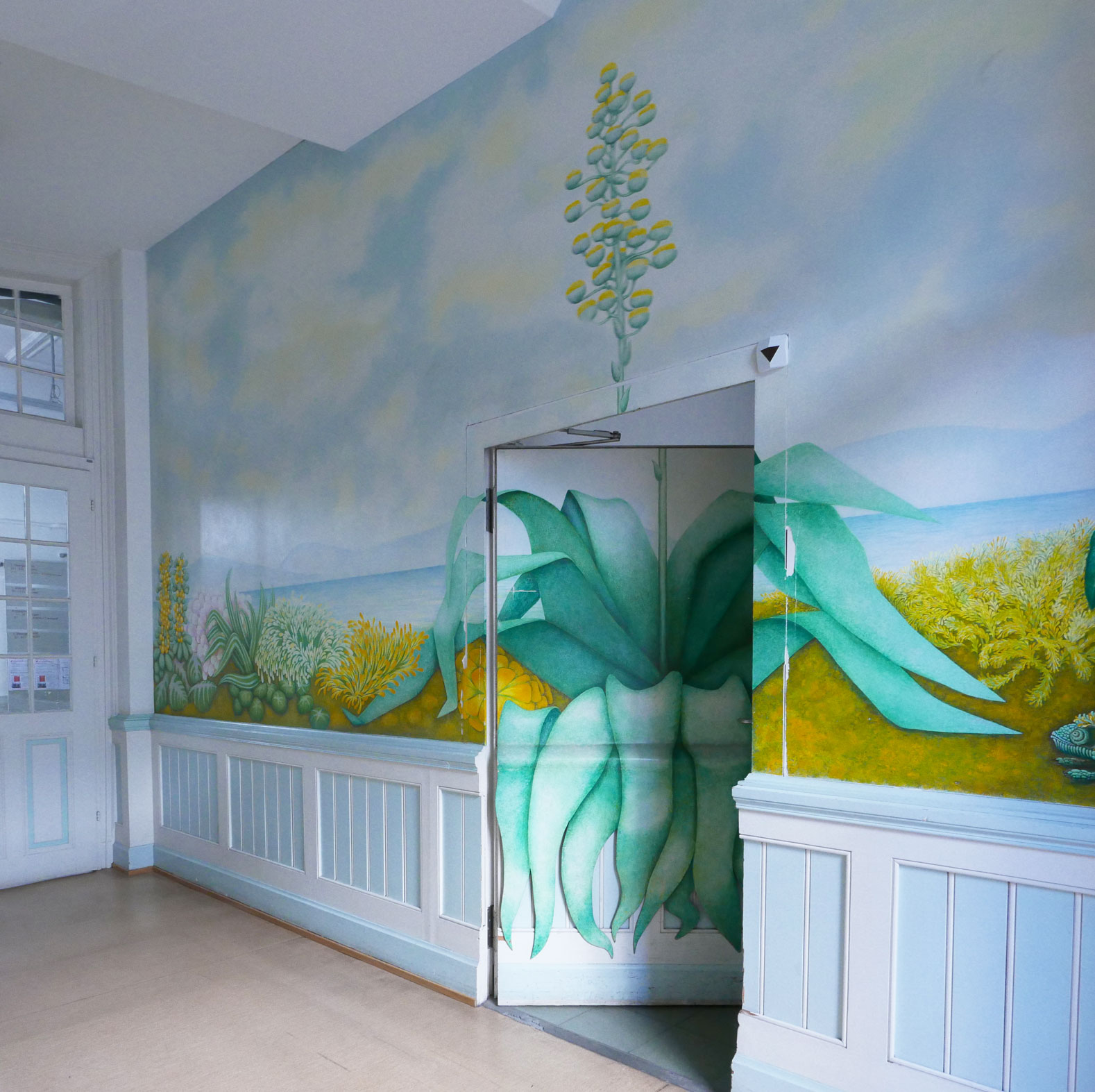
Karin Schaub, Landschaften, 1985, Wandbild, Pflanzenphysiologisches Institut – rechte Seite mit offener Türe

Karin Schaub (geborene Karin Ruperti; * 16. September 1928 in Hawkesbury, Kanada; † 24. April 2024 in Basel) war eine Schweizer Malerin, Zeichnerin und Grafikerin.

## Werdegang
Karin Schaub war eine Tochter des Chemikers Andreas Ruperti (1897–1987) und der Künstlerin Madja Ruperti, geborene van Rijckevorselwar. Ihr älterer Bruder Johannes (Wanja), genannt Ivan, und ihre Schwester Marischa Burckhardt kamen in Dresden zur Welt.
1929 siedelte die Familie nach Basel und erhielt 1935 das Schweizer Bürgerrecht. Bis zum Ausbruch des Zweiten Weltkrieges hielt sie sich mit ihrer Familie oft auf dem Grossväterlichen Gutshof Schackenhof in Westpreussen auf. Die abenteuerliche und weitverzweigte Familiengeschichte wurde von ihrem Vater Andreas Ruperti schriftlich festgehalten. Ihr Bruder Ivan hat diese und andere Erinnerungen von Familienangehörigen auf einer Website publiziert.
Karin Schaub wuchs in Basel und Arlesheim auf und besuchte ab 1935 bis zur Maturität die Schule in Basel. 1949/1950 besuchte sie die Graphikfachklasse an der Allgemeinen Gewerbeschule Basel und heiratete Hans Schaub (1920–2012). Ihre gemeinsamen Kinder sind Andrea (* 1949) und der Medienkünstler und Designer Mischa (* 1952). Hans Schaub war der ältere Bruder von dem Grafiker und cR Werbeagentur Gründer Jürg Schaub.
1963 begann sie ihr Wirken als Künstlerin während des Studiums der Philosophie, Psychologie und Ethnologie und beschäftigte sich mit dem Surrealismus und dem Phantastischen Realismus. Von 1959 bis 1968 folgte ein Studium der Philosophie an der Universität Basel, das sie als Dr. phil. I mit einer Dissertation über das Thema Albert Camus und der Tod abschloss.
Schaub wurde in den späten 1970er-Jahren mit überdimensionalen Gemüsestillleben bekannt und hatte damit 1977 einen Auftritt auf der internationalen Kunstmesse ART Basel.

Nach einem Herzinfarkt im Jahr 1987 löste sie stilistisch jede Gegenständlichkeit auf. Die Kunstkritikerin Annelise Zwez schrieb 1991 anlässlich einer Ausstellung in Basel, als sich Schaub bereits mit Malerei und Collagen einen Namen gemacht hatte:
«Sie malt nicht mehr, sondern wirft die Farbe auf die Leinwand. (…) Karin Schaub ist 1990 in einem eigentlichen Schaffensrausch. Wohl noch nie sind so viele Bilder in einem einzigen Jahr entstanden. Und keines ist wie das andere. Wo nicht die Richtung Struktur gibt, ist es oft die Farbe; 1990 war in der Weihnachtsausstellung in der Kunsthalle Basel das 145 × 175 Zentimeter grosse Bild mit dem Titel Idealer Stadtplan zu sehen. (…) Nichts ist greifbar im Meer der Farbwürfe, aber das Weiss, das Bläulich, das Rosa, das warme Grün-Gelb, das wenig lineare Schwarz im Untergrund sind so raffiniert ‹geplant›, dass sich die expressive Gestik in eine städtebauliche Wachstumsstruktur aus der Flugzeugperspektive verwandelt.»
Schaub stellte zudem weiterhin regelmässig in Basel, der Schweiz und auch international mit renommierten Künstlern aus und hatte noch 2012 eine Einzelausstellung im Stapflehus in Weil am Rhein.

## Werke in Sammlungen und im Stadtraum
Nachdem Schaub 1985 den 1. Preis des Kunstkredit Basel-Stadt Wettbewerb erhielt, konnte sie zwei grosse Wandbilder im Eingangsbereich des Instituts für Pflanzenphysiologie der Universität Basel realisieren. Sie gestaltete zwei Landschaftsaussichten als Malerei über die gesamte Fläche der grossen Wandnischen. Werke Schaubs befinden sich unter anderem in den Sammlungen der Kantone Basel-Stadt (9 Werke im Besitz des Kunstkredits), Basel-Landschaft, Sissach und Aargau sowie bei der Kunstsammlung der Baloise Versicherung.

## Ausstellungen (Auswahl)
- 2013: Birsfelder Museum, Die 40. Sonderausstellung; mit Franz Büchler, Jakob Engler, Christoph Gloor, Rosa Lachenmeier, Franz Mäder, Fritz Schaub und Bruno Siegenthaler
- 2012: Phänomen Wohlstand, Motorenhalle, Dresden;[5] (mit u. a. Guy Ben Ner, Vik Muniz, Beate Passow, Stephanie Senge, Sus Zwick)
- 2012: Einzelausstellung, Stapflehus, Kunstverein Weil am Rhein[6]
- 2012: Einzelausstellung, Sprützenhüsli Kulturforum, Oberwil BL[10]
- 2011: Gruppenausstellung entrée & salon, M54 Basel
- 2010: open space / off space, Art am Rhein, Basel
- 2009: Regionale 9 Kunsthalle Basel im Ausstellungsraum Klingental
- 2008: Salon 08, Projektraum M54, Basel
- 2008: Einzelausstellung, Birsfelder Museum, Birsfelden
- 2006: Visarte Region Basel, M54, Basel
- 2005: «AUSZEIT» – von der Suche nach dem Paradies, eine Co-Produktion Maison 44, Forschungsgemeinschaft «Mensch im Recht» und Literaturhaus Basel, M54 Basel
- 2004: Regionale 5, Projektraum M54, Basel
- 2000: INITIALE 3: Mannsbilder, M54, Basel
- 1996: Einzelausstellung: Karin Schaub, Bilder, Zeichnungen, Collagen, Ausstellungsraum Klingental, Basel[11]
- 1991: Homo Helveticus. Frauen sehen Schweizer Männer. Eine Kunstausstellung, Schulanlage Zentrum, Küsnacht
- 1991: Einzelausstellung, Galerie Münsterberg, Basel[3]
- 1990: Originalwerke unter 1001 Franken, Ausstellungsraum Klingental, Basel[12]
- 1990: Jahresausstellung der Basler Künstlerinnen und Künstler, Kunsthalle Basel
- 1988: Basel - Sarnen, Austauschausstellung, Altes Zeughaus auf dem Landenberg, Sarnen und Ausstellungsraum Klingental, Basel[13]
- 1982: Landschaft, Ausstellungsraum Klingental, Basel[14]
- 1981: Une oeuvre - un artiste. Un artiste - une oeuvre, Exposition Suisse '81, Halles des expositions, Delémont
- 1978: ART Basel, Auftritt mit der Galerie Atrium
- 1974: Surreal / Fantastisch, Ausstellungsraum Klingental, Basel[15]

## Publikationen
- Albert Camus und der Tod. (= Basler Beiträge zur Philosophie und ihrer Geschichte; Band 3). EVZ, Zürich 1968. Zugleich: Dissertation, Philosophisch-Historische Fakultät, Universität Basel 1967 (DNB 571510078 DNB 458822957).